# Бент-Крік (Північна Кароліна)
Бент-Крік (англ. Bent Creek) — переписна місцевість (CDP) в США, в окрузі Банком штату Північна Кароліна. Населення — 1402 особи (2020).

## Географія
Бент-Крік розташований за координатами 35°30′37″ пн. ш. 82°36′57″ зх. д. / 35.51028° пн. ш. 82.61583° зх. д. (35.510347, -82.615874).  За даними Бюро перепису населення США в 2010 році переписна місцевість мала площу 5,74 км², з яких 5,72 км² — суходіл та 0,02 км² — водойми.

## Демографія
Згідно з переписом 2010 року, у переписній місцевості мешкало 1287 осіб у 543 домогосподарствах у складі 385 родин. Густота населення становила 224 особи/км².  Було 590 помешкань (103/км²).
Расовий склад населення:
| - 95,6 % — білих - 0,9 % — азіатів - 0,7 % — корінних американців - 0,3 % — чорних або афроамериканців - 1,8 % — осіб інших рас |

До двох чи більше рас належало 0,6 %. Частка іспаномовних становила 2,9 % від усіх жителів.
За віковим діапазоном населення розподілялося таким чином: 19,8 % — особи молодші 18 років, 60,9 % — особи у віці 18—64 років, 19,3 % — особи у віці 65 років та старші. Медіана віку мешканця становила 43,2 року. На 100 осіб жіночої статі у переписній місцевості припадало 101,1 чоловіків;  на 100 жінок у віці від 18 років та старших — 95,5 чоловіків також старших 18 років.
Середній дохід на одне домашнє господарство  становив 67 026 доларів США (медіана — 54 044), а середній дохід на одну сім'ю — 78 499 доларів (медіана — 69 132). Медіана доходів становила 52 708 доларів для чоловіків та 32 006 доларів для жінок. За межею бідності перебувало 4,8 % осіб, у тому числі 0,0 % дітей у віці до 18 років та 0,0 % осіб у віці 65 років та старших.
Цивільне працевлаштоване населення становило 727 осіб. Основні галузі зайнятості: освіта, охорона здоров'я та соціальна допомога — 25,9 %, мистецтво, розваги та відпочинок — 21,0 %, виробництво — 11,3 %, публічна адміністрація — 9,6 %.